# Pavlov (okres Kladno)
Pavlov je obec v okrese Kladno ve Středočeském kraji. Leží tři kilometry severovýchodně od Unhoště a sedm kilometrů jihovýchodně od Kladna. Má rozlohu 1,55 km² a žije v ní 242 obyvatel. Pavlov spadá do obvodu pošty v Unhošti.
Obec leží 387 metrů nad mořem v ploché a bezlesé krajině, v místech, kde „stará“ silnice Praha-Karlovy Vary (nyní silnice II/606) křižuje místní silnici Unhošť–Hostouň. Úsek rychlostní silnice I/6, dokončený v prosinci 2008, probíhá severně od obce. V Pavlově je též zastávka železniční trati č. 120 Praha–Rakovník.

## Historie
Pavlov patří k nejmladším vesnicím v Čechách. Prvně je zmiňovaný jako poplužní dvůr v roce 1519. Původně zde od roku 1560 stával pouze statek, po přestavbě roku 1726 zvaný Nový dvůr.
Tehdejší majitel Antonín Vítek ze Salzberka zde postavil jednopatrový klasicistní zámeček. Ten roku 1799 koupil bohatý pražský měšťan Leopold Paul. V témže roce založil při Novém dvoře vesnici, nazvanou svým jménem Pavlov, která však až do roku 1899 náležela k Unhošti. Ještě dlouho se ale v lidové mluvě ves nazývala Nové Dvory. Zámek je jednopatrová budova, který byla v roce 1870 Josefem Danešem rozšířena o malý pivovar (1799–1943, poslední majitel ing. Josef Vinař).
V roce 1869 měla obec 291 obyvatel a 39 domů a stavení.
V obci Pavlov (přísl. Nový Dvůr, 309 obyvatel) byly v roce 1932 evidovány tyto živnosti a obchody: družstvo pro rozvod elektrické energie v Pavlově, 2 hostince, 2 košíkáři, kovář, krejčí, odvodňovací meliorační družstvo, pivovar, obchod se smíšeným zbožím, trafika, truhlář, velkostatek.

## Obyvatelstvo
| Rok            | 1869 | 1880 | 1890 | 1900 | 1910 | 1921 | 1930 | 1950 | 1961 | 1970 | 1980 | 1991 | 2001 | 2011 | 2021 |
| -------------- | ---- | ---- | ---- | ---- | ---- | ---- | ---- | ---- | ---- | ---- | ---- | ---- | ---- | ---- | ---- |
| Počet obyvatel | 291  | 277  | 338  | 360  | 328  | 348  | 311  | 233  | 221  | 201  | 168  | 116  | 98   | 143  | 201  |
| Počet domů     | 39   | 40   | 42   | 44   | 46   | 48   | 52   | 59   | 56   | 58   | 54   | 63   | 61   | 65   | 76   |

## Obecní správa

### Územněsprávní začlenění
Dějiny územněsprávního začleňování zahrnují období od roku 1850 do současnosti. V chronologickém přehledu je uvedena územně administrativní příslušnost obce v roce, kdy ke změně došlo:
- 1850 země česká, kraj Praha, politický okres Smíchov, soudní okres Unhošť, město Unhošť[7]
- 1855 země česká, kraj Praha, soudní okres Unhošť, město Unhošť[7]
- 1868 země česká, politický okres Smíchov, soudní okres Unhošť, město Unhošť[7]
- 1893 země česká, politický okres Kladno, soudní okres Unhošť, město Unhošť[8]
- 1901 země česká, politický okres Kladno, soudní okres Unhošť[9]
- 1939 země česká, Oberlandrat Kladno, politický okres Kladno, soudní okres Unhošť[10]
- 1942 země česká, Oberlandrat Praha, politický okres Kladno, soudní okres Unhošť[11]
- 1945 země česká, správní okres Kladno, soudní okres Unhošť[12]
- 1949 Pražský kraj, okres Kladno[13]
- 1960 Středočeský kraj, okres Kladno[14]

### Obecní symboly
Znak a vlajka byly obci uděleny rozhodnutím předsedy Poslanecké sněmovny Parlamentu České republiky dne 2. září 1994.

## Doprava

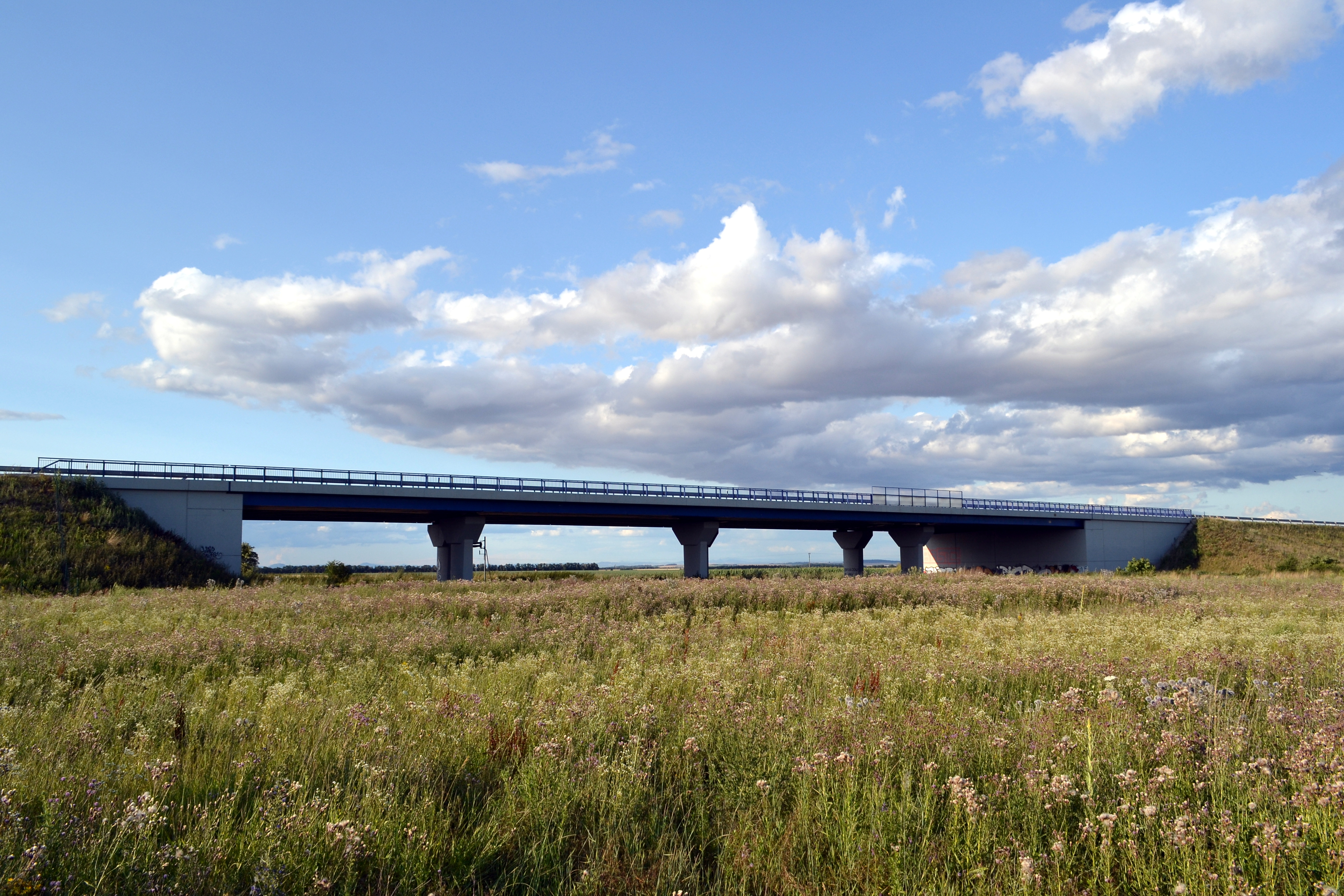
Most dálnice D6 u Pavlova

- Silniční doprava – Do obce vedou silnice III. třídy. Územím obce vede dálnice D6, obec leží mezi exity 7 (Jeneč) a 12 (Unhošť).

- Železniční doprava – Obec Pavlov leží na železniční trati 120 Praha – Kladno – Rakovník. Jedná se o jednokolejnou celostátní trať, doprava na ní byla v úseku z Prahy do Kladna zahájena roku 1863. Přepravní zatížení tratě mezi Prahou a Kladnem v pracovních dnech roku 2011 činilo obousměrně 8 rychlíků, 11 spěšných vlaků a 21 osobních vlaků.[16] Po trati vede linka S5 (Praha – Kladno) a R5 (Praha – Kladno – Rakovník) v rámci pražského systému Esko. Na území obce leží mezilehlá železniční zastávka Pavlov, rychlíky a spěšné vlaky zde nestaví.

- Autobusová doprava – Obcí projížděla v červnu 2011 autobusová linka Unhošť – Pavlov – Středokluky (3 spoje tam i zpět) (dopravce ČSAD MHD Kladno, a.s.).[17]

## Pamětihodnosti
- Zámek Pavlov

## Rodáci
V Pavlově se roku 1880 narodil geograf, geomorfolog a cestovatel prof. dr. Jiří Viktor Daneš, také první československý konzul v Austrálii (tragicky zemřel v roce 1928 v USA – přejet autem).

## Galerie

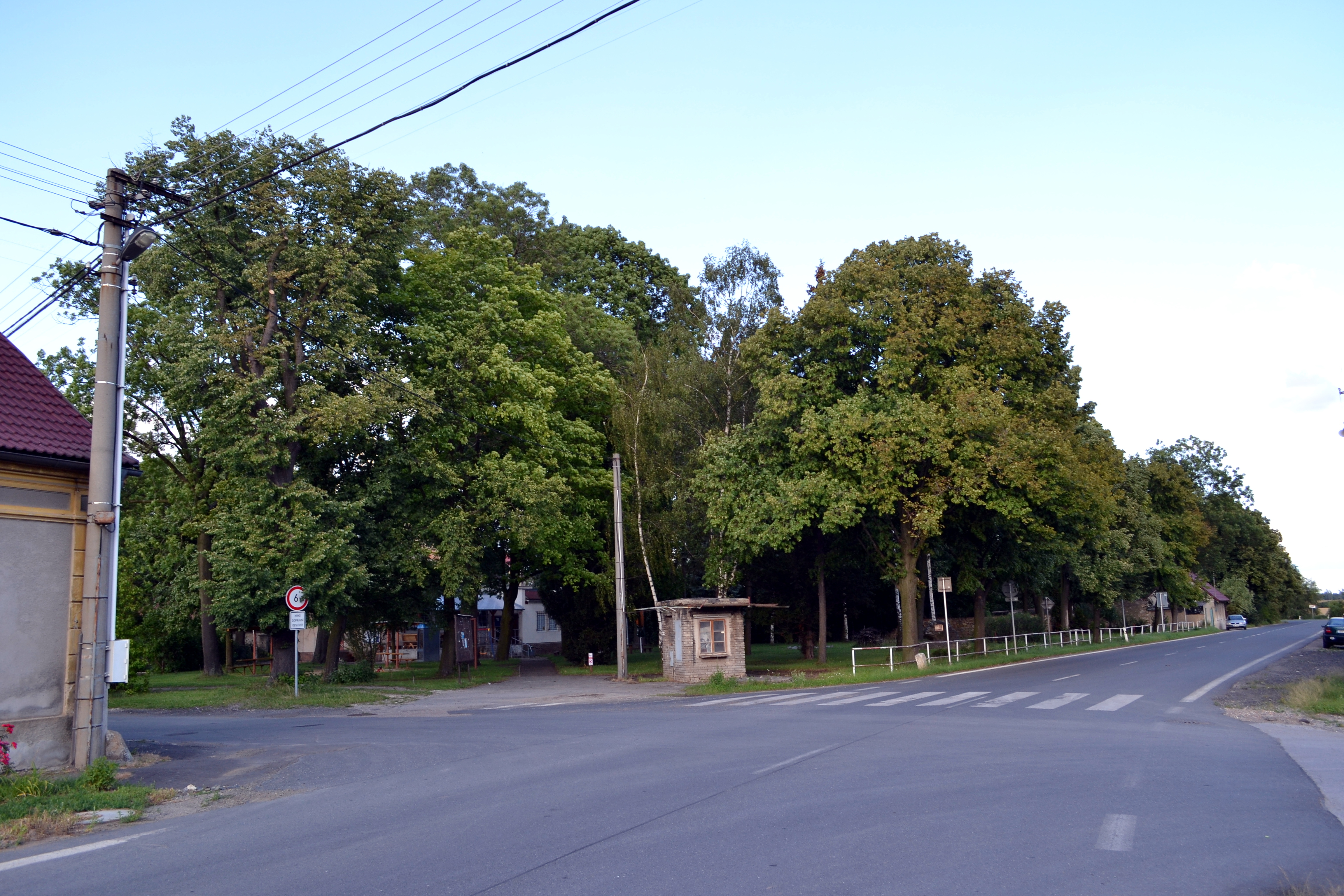
Park u křižovatky Karlovarské a Lidické ulice
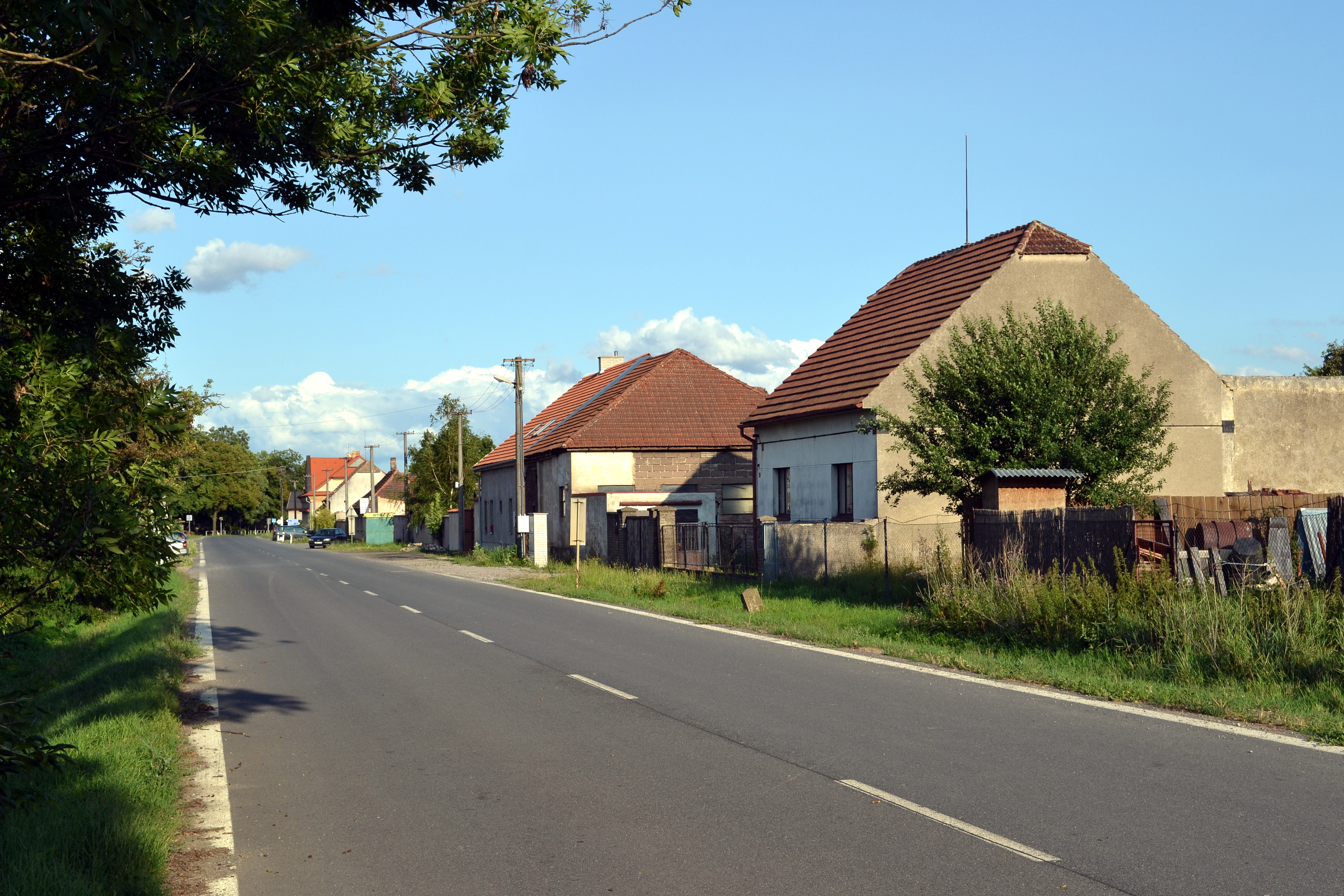
Karlovarská ulice
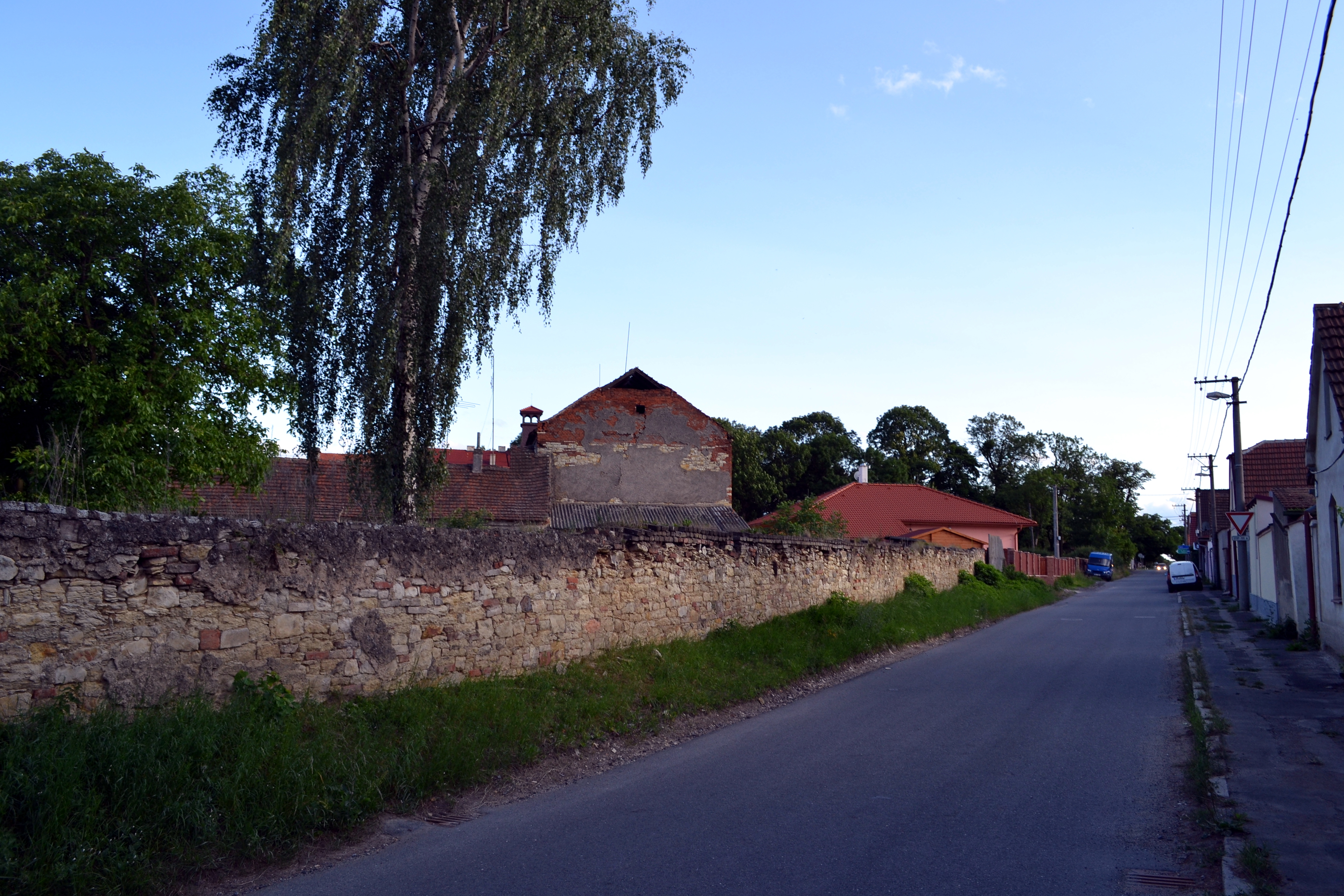
Lidická ulice, vlevo areál statku Nový Dvůr
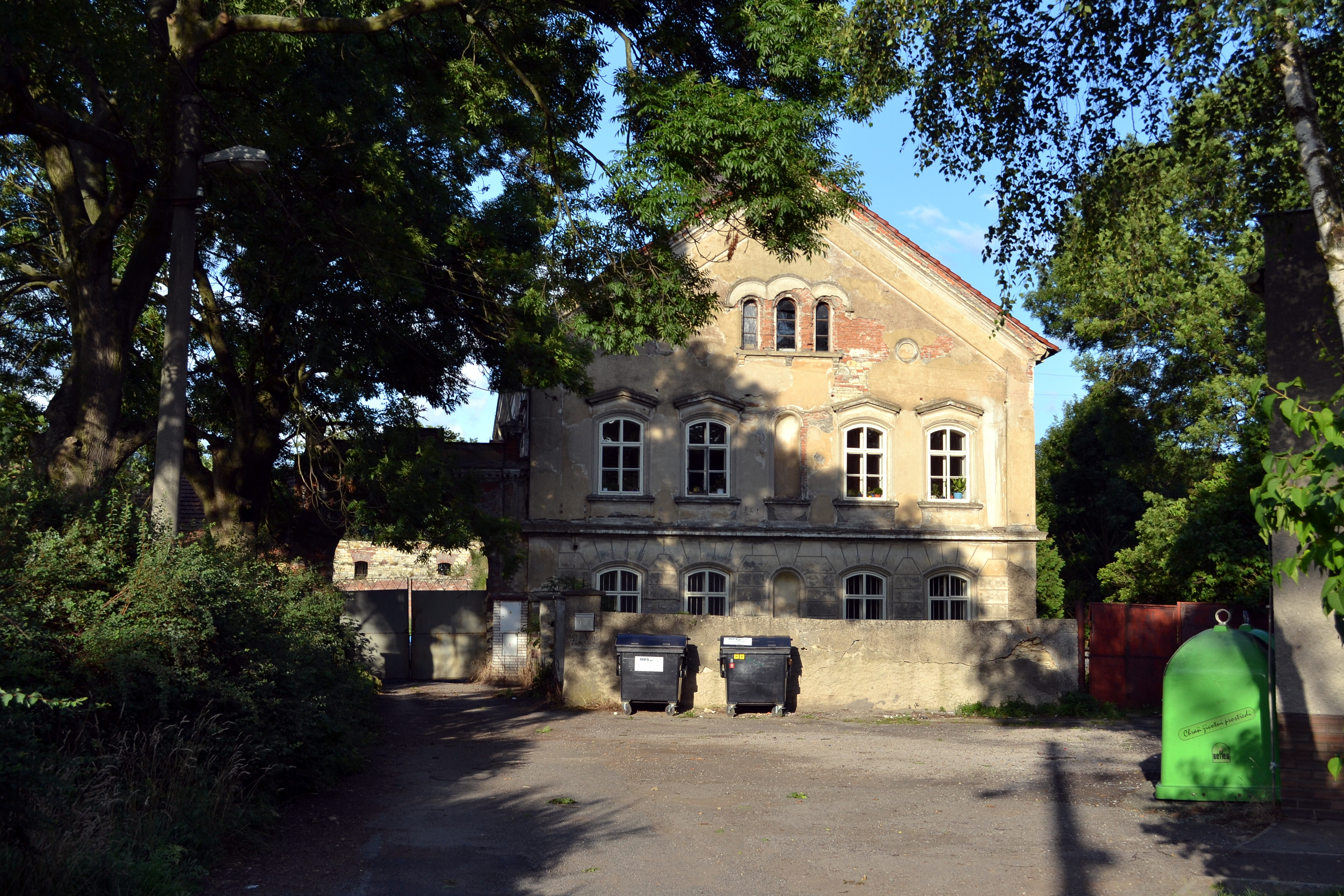
Statek Nový Dvůr
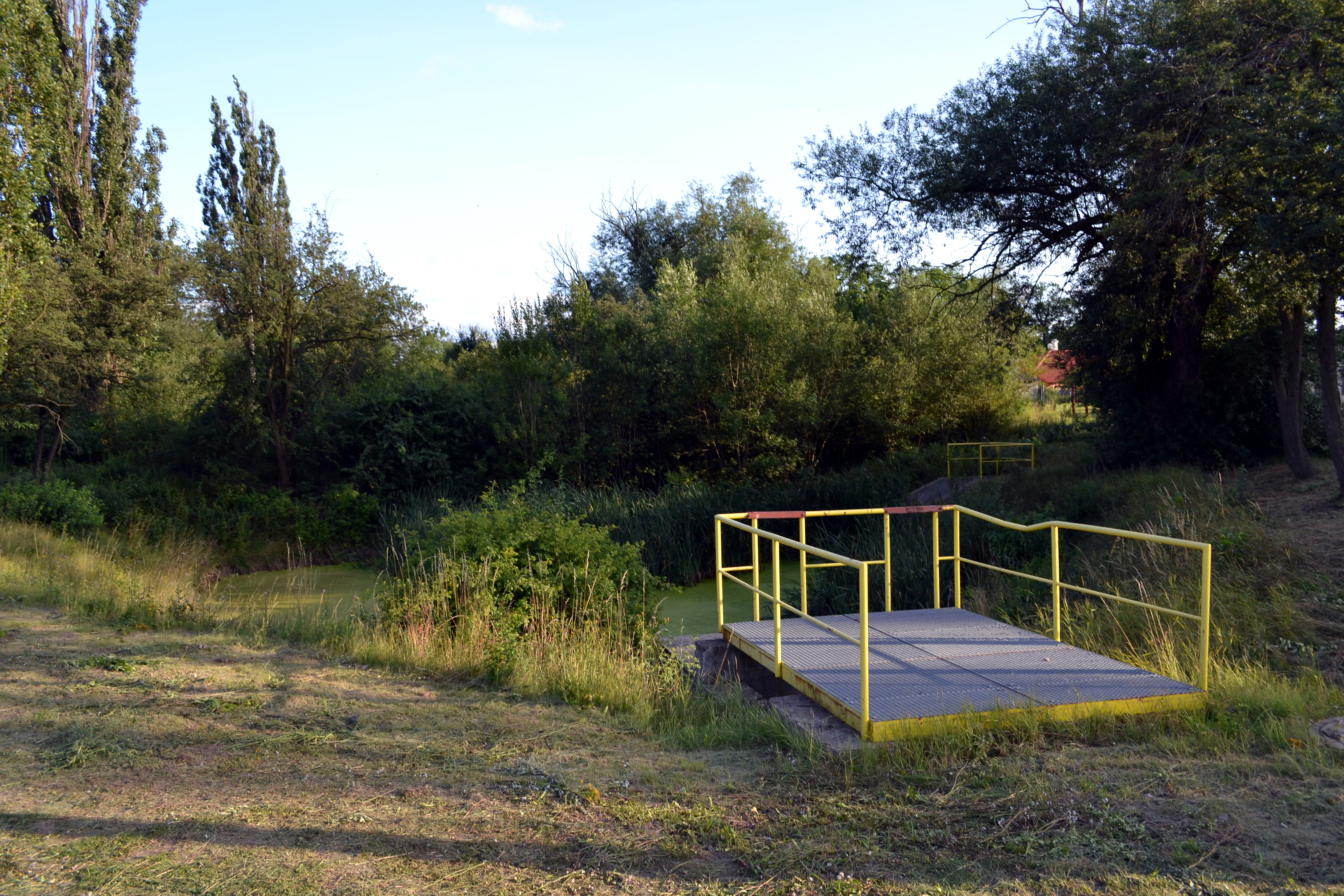
Rybníček u statku Nový Dvůr
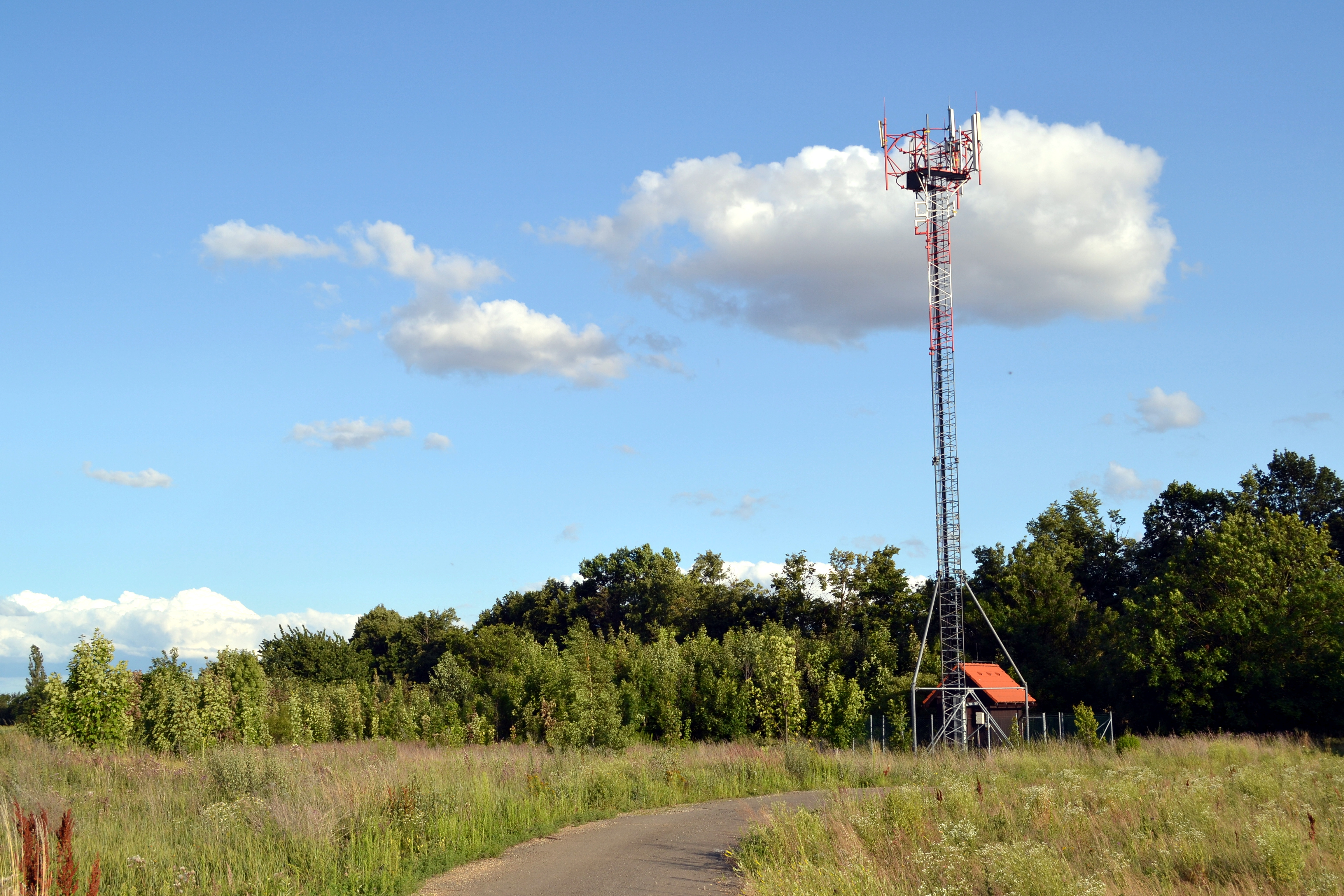
Vysílač za obcí
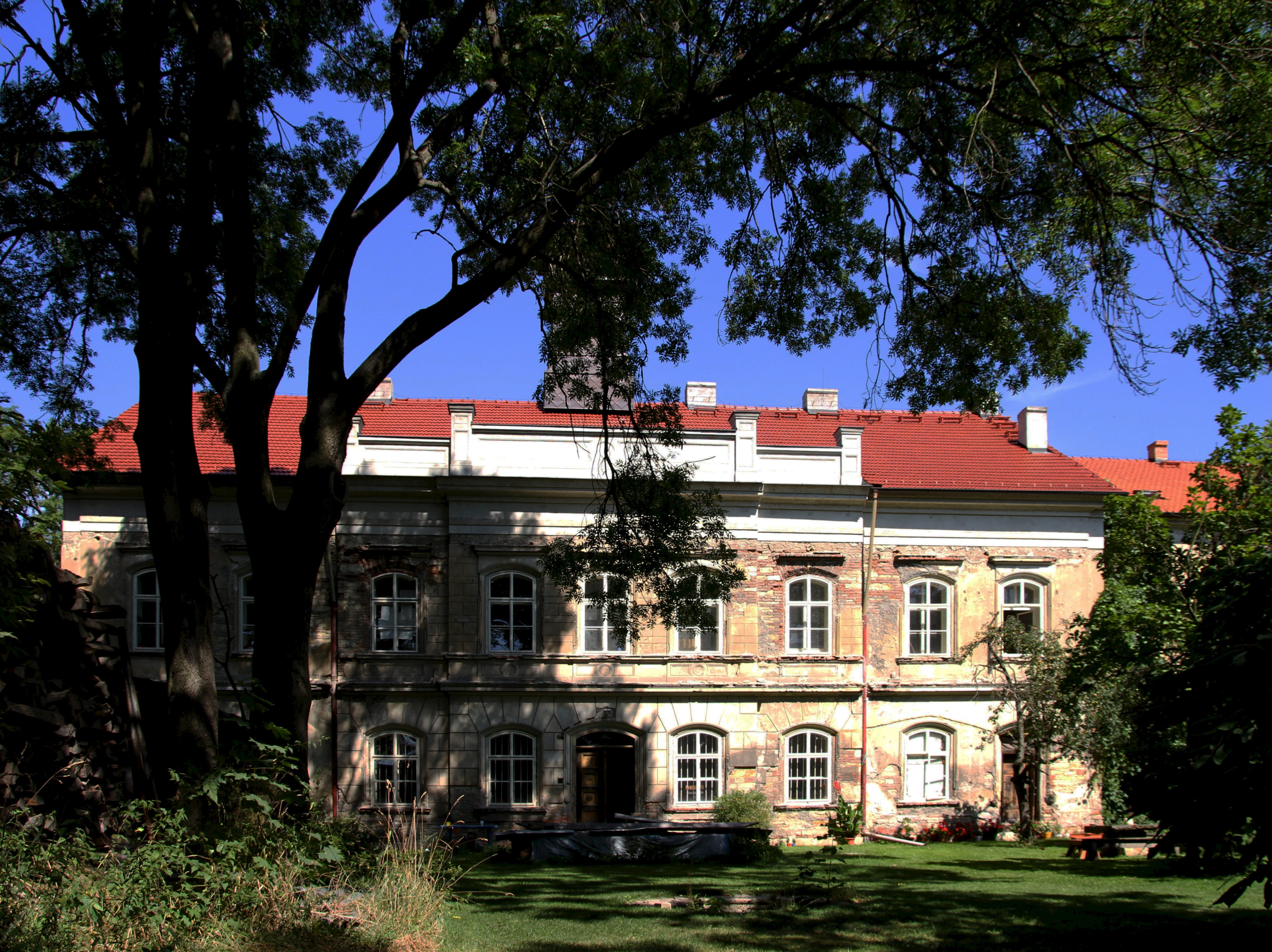
Zámek Pavlov
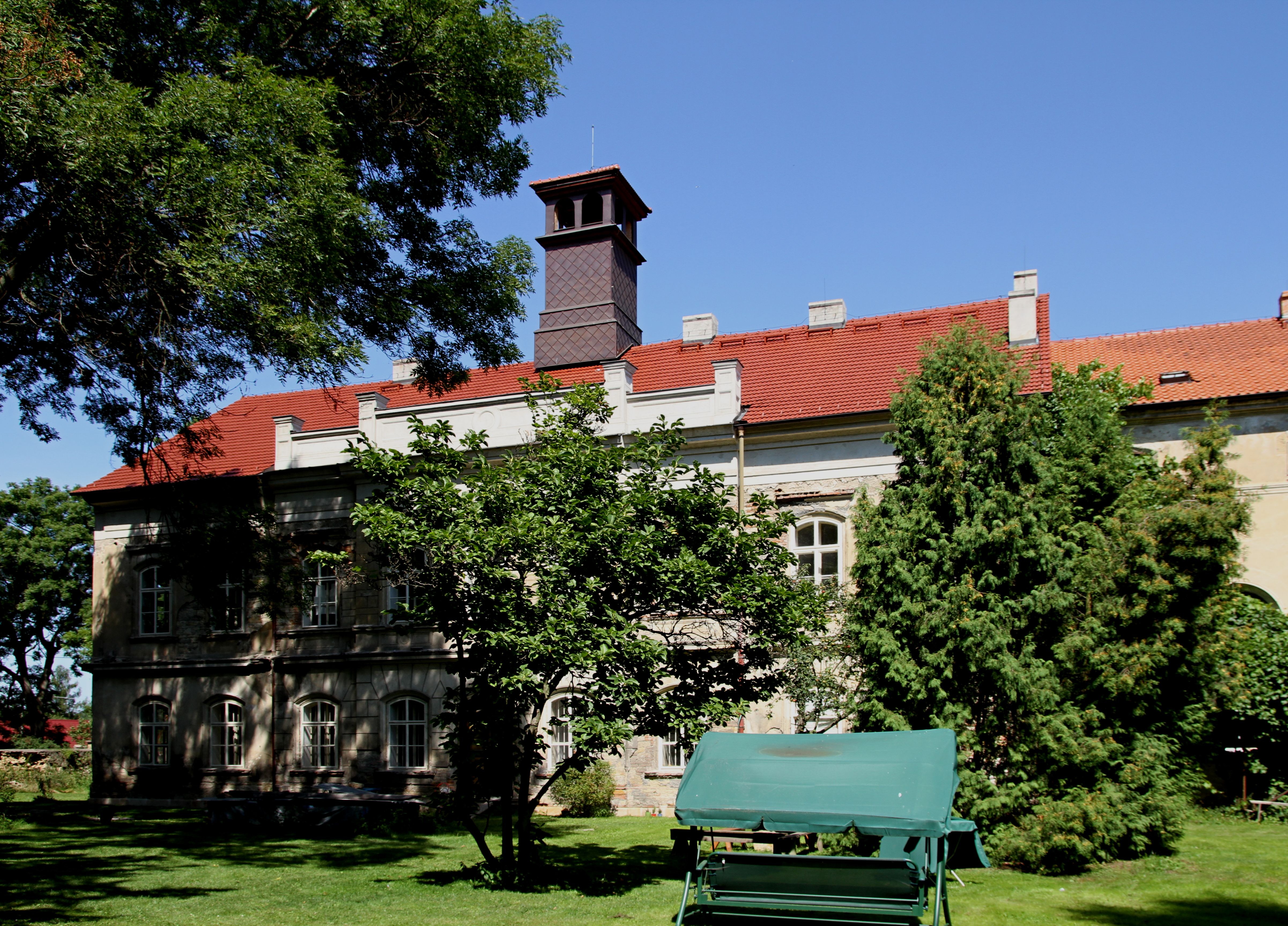
Zámek Pavlov
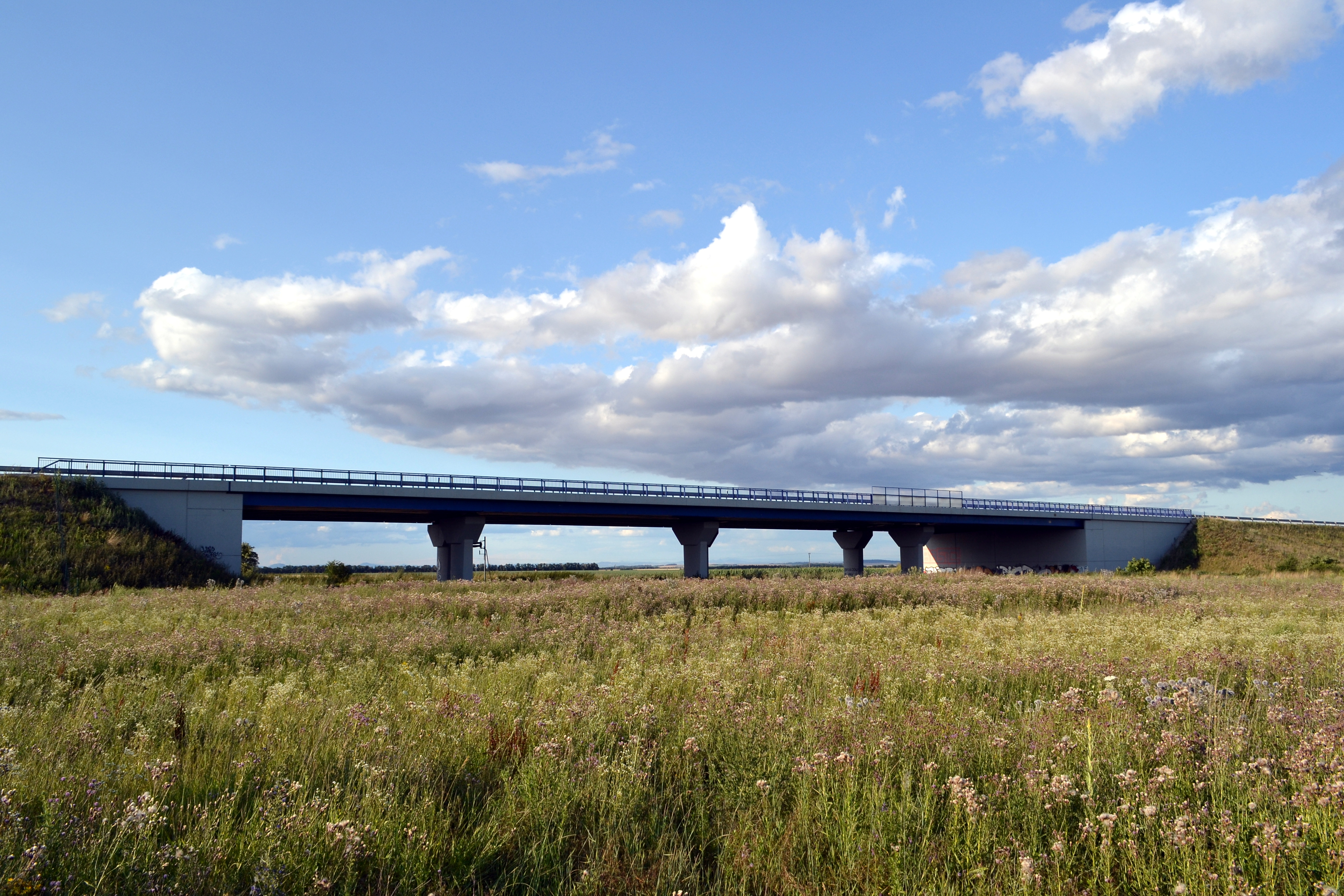
Dálnice D6 v Pavlově